# Aporosa
Aporosa är ett släkte av emblikaväxter. Aporosa ingår i familjen emblikaväxter.

## Bildgalleri

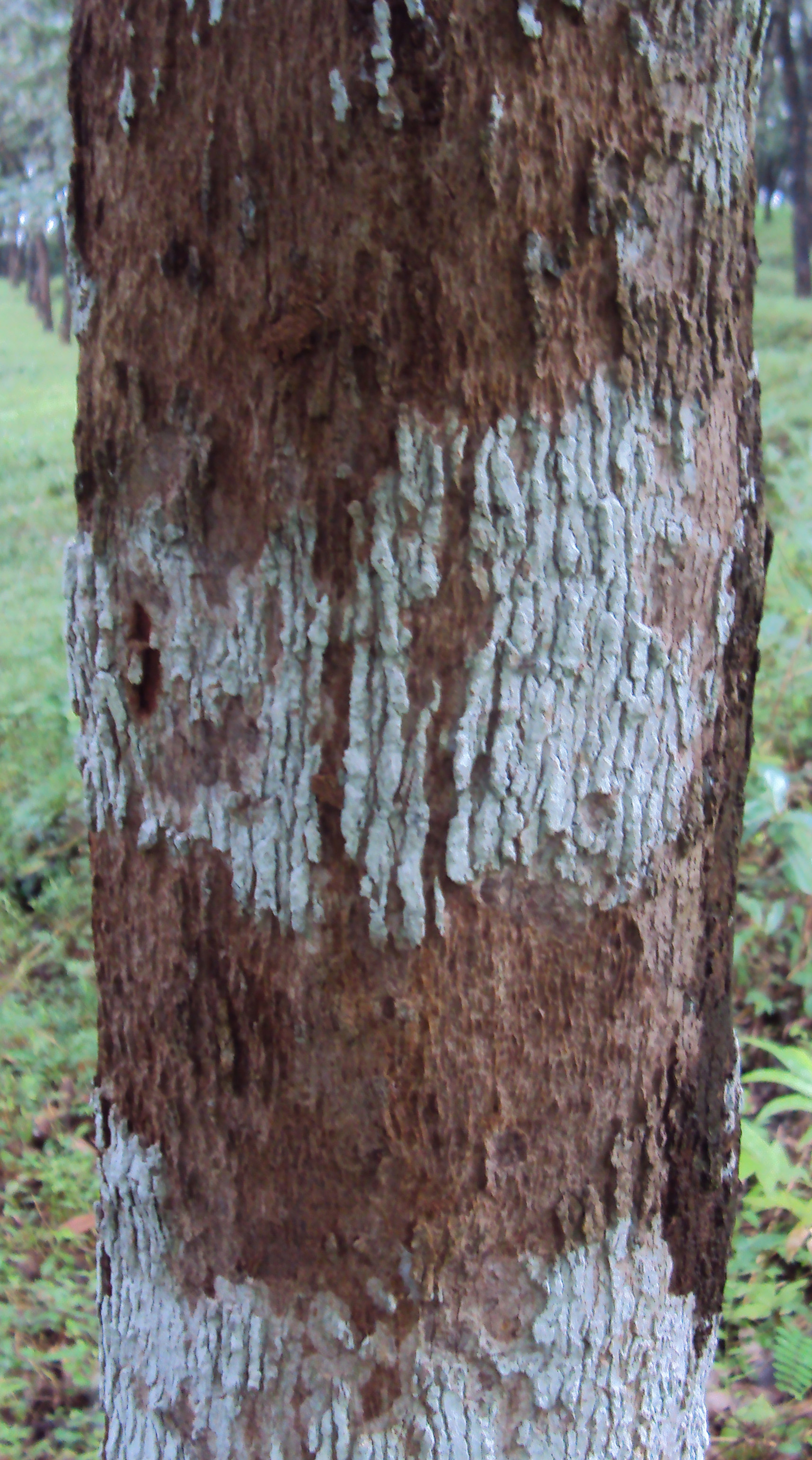
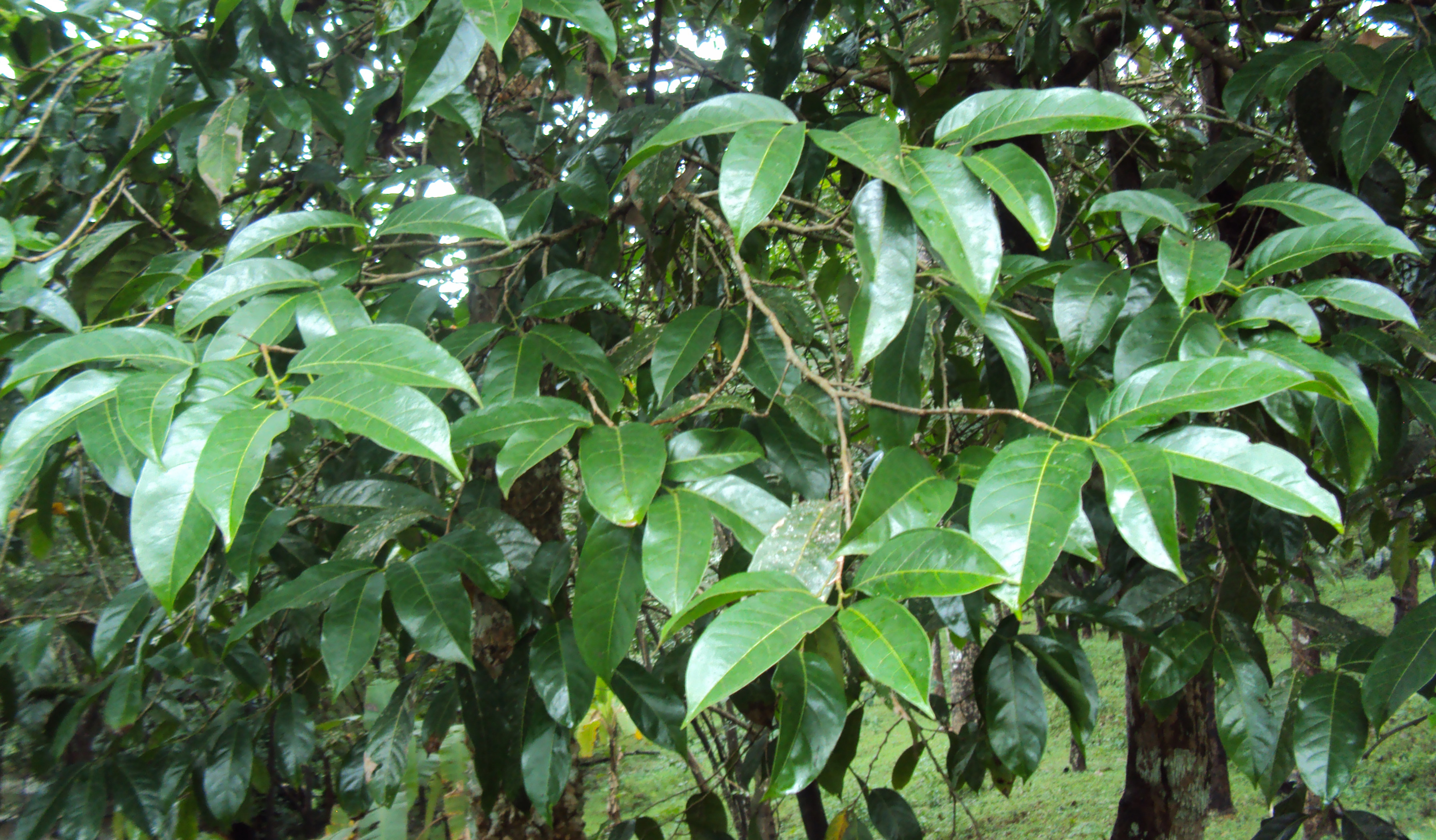
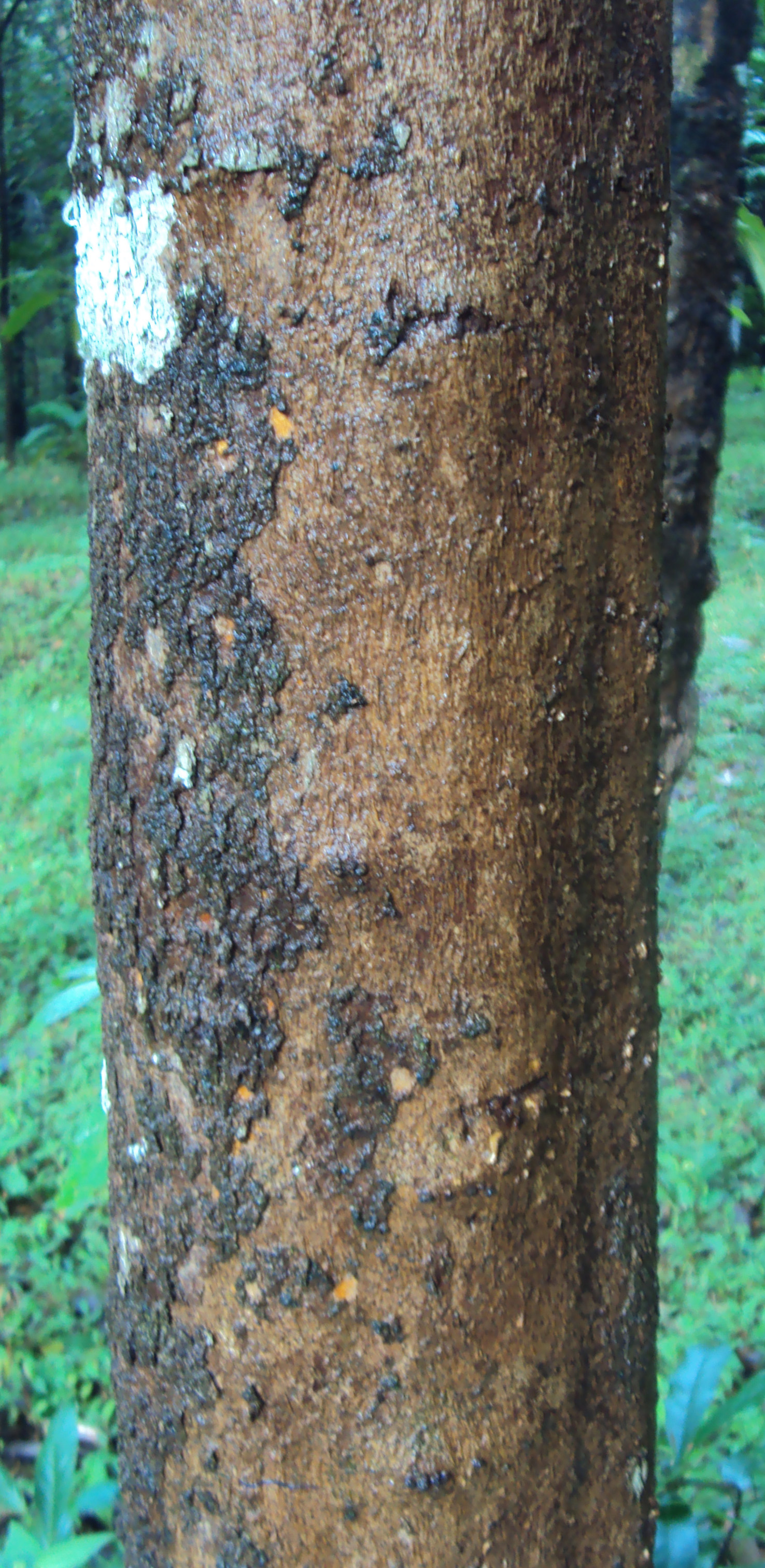
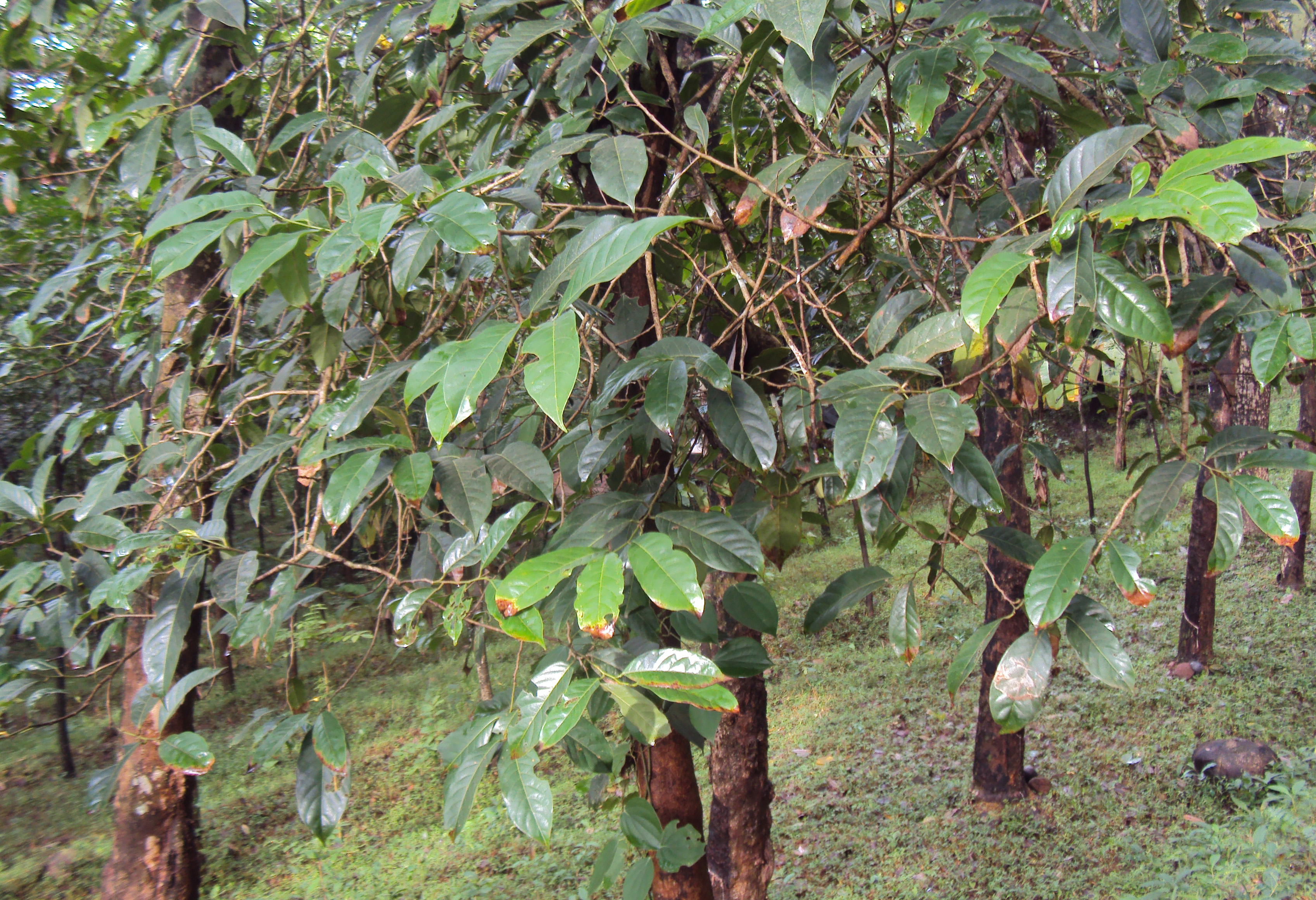
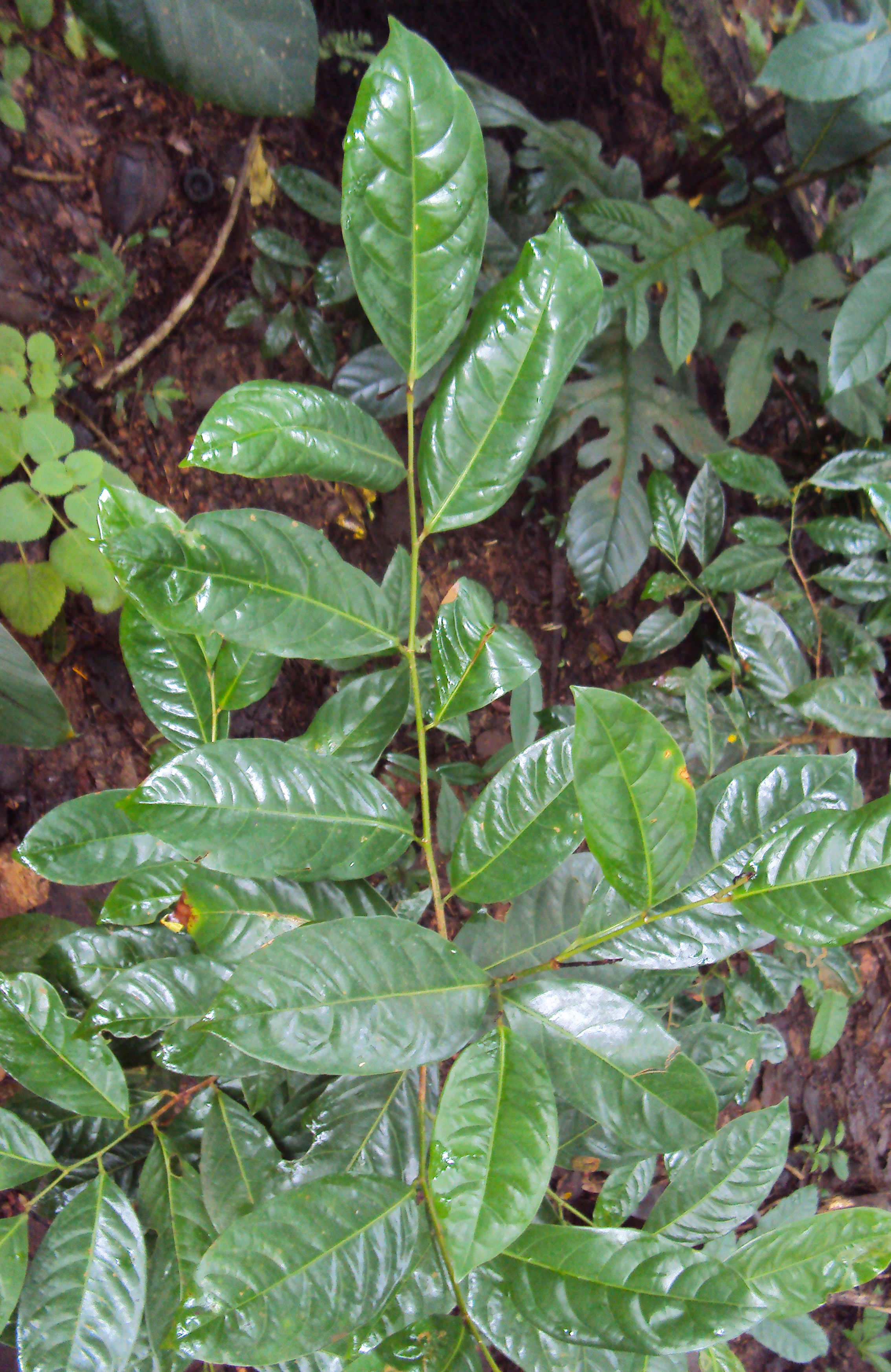
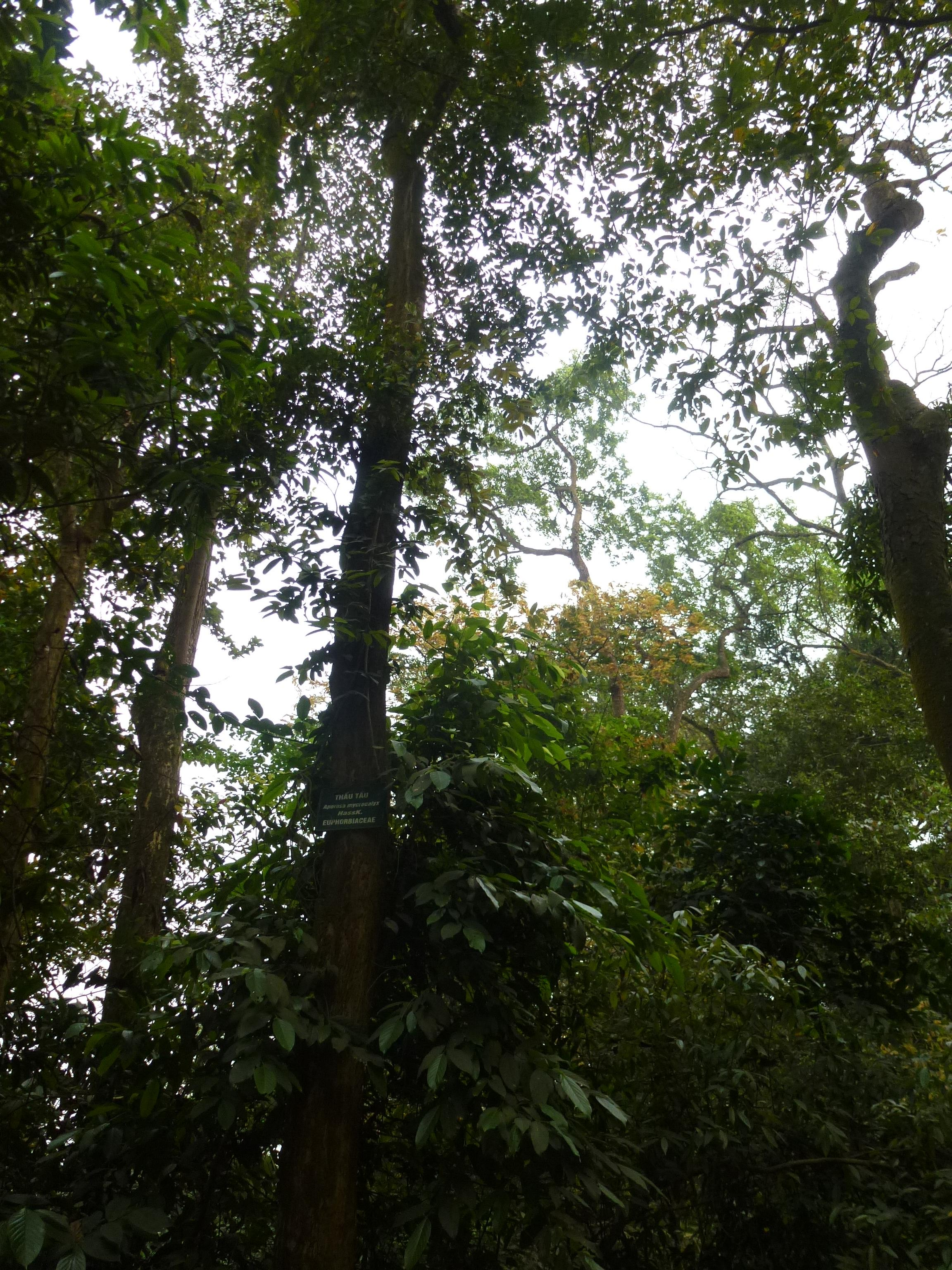

## Dottertaxa tillAporosa, i alfabetisk ordning[1]
- Aporosa acuminata
- Aporosa alia
- Aporosa annulata
- Aporosa antennifera
- Aporosa arborea
- Aporosa aurea
- Aporosa banahaensis
- Aporosa basilanensis
- Aporosa benthamiana
- Aporosa bourdillonii
- Aporosa brassii
- Aporosa brevicaudata
- Aporosa bullatissima
- Aporosa caloneura
- Aporosa cardiosperma
- Aporosa carrii
- Aporosa chondroneura
- Aporosa confusa
- Aporosa decipiens
- Aporosa dendroidea
- Aporosa duthieana
- Aporosa egregia
- Aporosa elmeri
- Aporosa falcifera
- Aporosa ficifolia
- Aporosa flexuosa
- Aporosa frutescens
- Aporosa fulvovittata
- Aporosa fusiformis
- Aporosa globifera
- Aporosa grandistipula
- Aporosa granularis
- Aporosa hermaphrodita
- Aporosa heterodoxa
- Aporosa illustris
- Aporosa lagenocarpa
- Aporosa lamellata
- Aporosa lanceolata
- Aporosa latifolia
- Aporosa laxiflora
- Aporosa ledermanniana
- Aporosa leptochrysandra
- Aporosa leytensis
- Aporosa longicaudata
- Aporosa lucida
- Aporosa lunata
- Aporosa macrophylla
- Aporosa maingayi
- Aporosa microstachya
- Aporosa misimana
- Aporosa nervosa
- Aporosa nigricans
- Aporosa nigropunctata
- Aporosa nitida
- Aporosa octandra
- Aporosa papuana
- Aporosa parvula
- Aporosa penangensis
- Aporosa planchoniana
- Aporosa praegrandifolia
- Aporosa prainiana
- Aporosa pseudoficifolia
- Aporosa quadrilocularis
- Aporosa reticulata
- Aporosa rhacostyla
- Aporosa sarawakensis
- Aporosa sclerophylla
- Aporosa selangorica
- Aporosa serrata
- Aporosa sphaeridiophora
- Aporosa stellifera
- Aporosa stenostachys
- Aporosa subcaudata
- Aporosa sylvestri
- Aporosa symplocifolia
- Aporosa symplocoides
- Aporosa tetrapleura
- Aporosa vagans
- Aporosa wallichii
- Aporosa whitmorei
- Aporosa villosa
- Aporosa yunnanensis